# Funkce gimel
Funkce gimel je pojem z teorie množin, který tematicky patří do kardinální aritmetiky.

## Definice
Funkci gimel je definována pro nekonečný kardinál {\displaystyle \lambda \,\!} jako

{\displaystyle \gimel (\lambda )=\lambda ^{cf(\lambda )}\,\!} .

Symbol {\displaystyle cf(\lambda )\,\!} zde označuje kofinál kardinálu {\displaystyle \lambda \,\!}.

## Význam a vlastnosti
Funkce gimel se používá při vyšetřování průběhu kardinální mocniny.
Pro regulární kardinály platí:

{\displaystyle 2^{\aleph _{\alpha }}=\gimel (\aleph _{\alpha })\,\!}
Pro singulární kardinály vyslovil v roce 1974 Robert Solovay tzv. hypotézu singulárních kardinálů:

Pro každý singulární kardinál {\displaystyle \aleph _{\alpha }\,\!} platí 

{\displaystyle \gimel (\aleph _{\alpha })=max(\aleph _{\alpha +1},2^{\aleph _{\alpha }})\,\!}
Z Königovy nerovnosti plyne {\displaystyle \,\lambda <\gimel (\lambda )} a také {\displaystyle \,cf(\lambda )<cf(\gimel (\lambda ))}, tedy speciálně {\displaystyle \,cf(\gimel (\lambda ))>\aleph _{0}} pro každé {\displaystyle \,\lambda }.